# Frankenberg (Adelsgeschlecht)

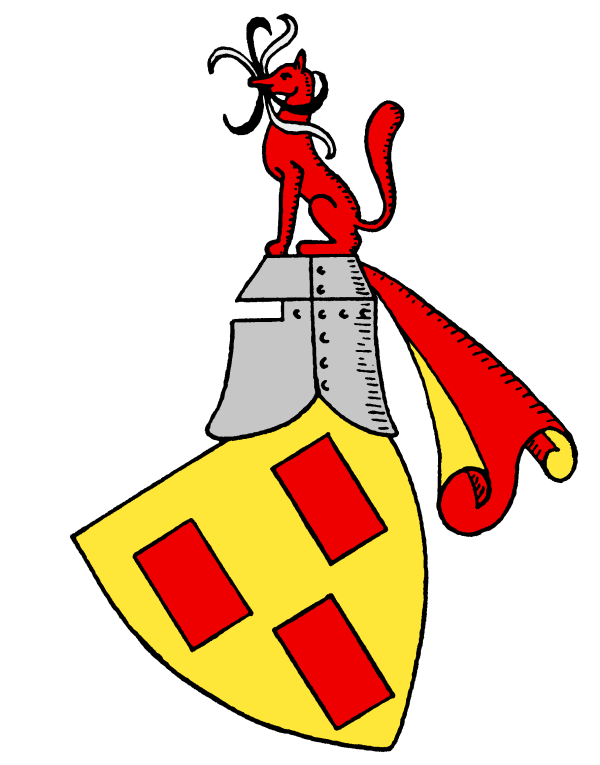
Stammwappen derer von Frankenberg

Frankenberg ist der Name eines schlesischen Uradelsgeschlechts, das sich nach der Burg Frankenberg bei Frankenstein im Fürstentum Münsterberg nennt. Nachkommen der Stämme Frankenberg und Ludwigsdorf sowie Frankenberg und Proschlitz gibt es bis heute.
Die im Mannesstamm zum Geschlecht derer von Lüttwitz gehörenden Linie Frankenberg-Lüttwitz wird unter Lüttwitz beschrieben. 

## Geschichte
Die Familie wird am 31. März 1206 in Dresden mit Henricus de Frankenberg erstmals urkundlich als Zeugen des Markgrafen Dietrich von Meißen erwähnt. Die Stammreihe beginnt mit Dietrich von Frankenberg, urkundlich 1283–1323.

### Standeserhebungen
- Böhmischer Freiherrenstand mit Wappenbesserung Wien 12. Februar 1655 für Hans Wolf von Frankenberg, auf Buchelsdorf usw.
- Böhmischer Grafenstand Wien 28. August 1700; Namen- und Wappenvereinigung mit denen der im Mannesstamm erloschenen Freiherren von Schellendorf Wien 4. Juli 1714; beides für Hans Wolfgang Wenzel Freiherr von Frankenberg, auf Buchelsdorf usw., Wirklicher Geheimer Rat und Vizekanzler des Königreichs Böhmen, Sohn des Hans Wolf Freiherr von Frankenberg, auf Buchelsdorf usw.[1]

### Linien

#### Frankenberg und Ludwigsdorf
Der Stamm Ludwigsdorf benannte sich nach dem Ort „Ludwigsdorf“ (seit 1945 polnisch: Bystre in der Landgemeinde Oleśnica).

#### Gräfliche Linie von Frankenberg und Ludwigsdorf

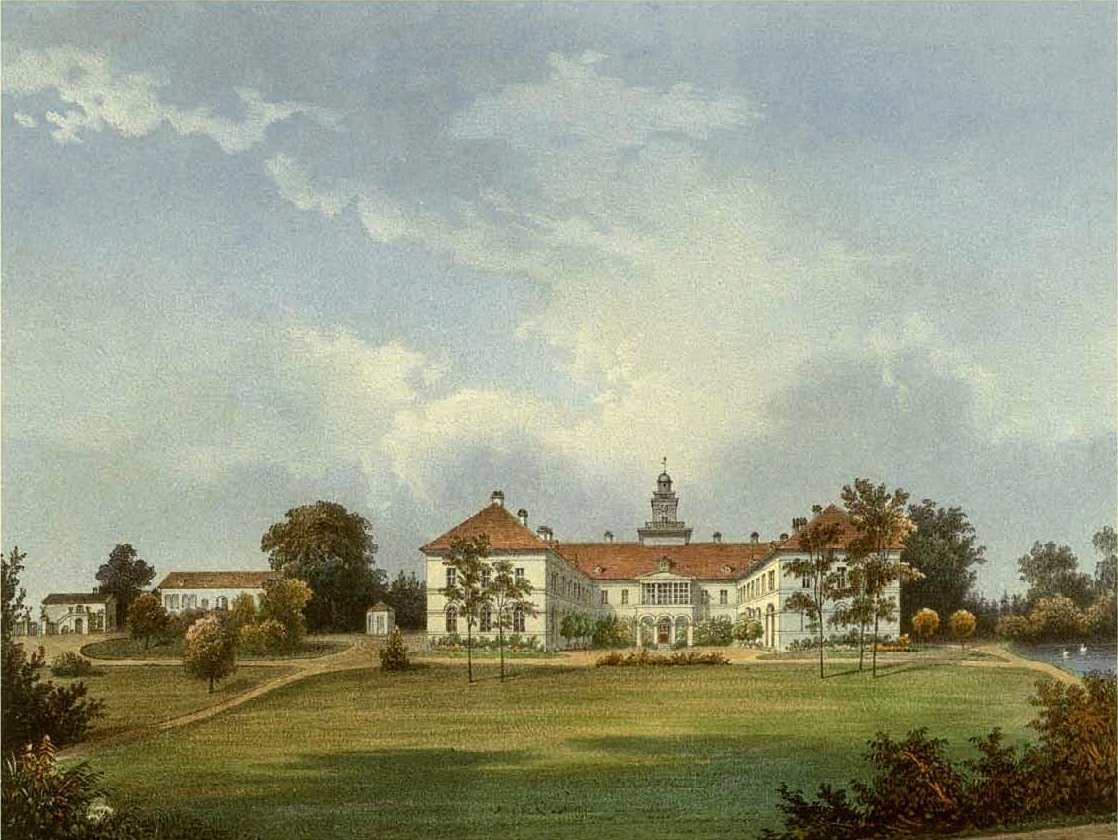
Schloss Tillowitz in Tillowitz um 1860

Diese 1937 im Mannesstamm erloschene Linie stammte direkt von dem im Jahr 1700 gegraften Hans Wolfgang Wenzel von Frankenberg, Freiherr von Schellendorf, ab. Zu ihr gehörte Graf Fred von Frankenberg und Ludwigsdorf, Freiherr von Schellendorf (1835–1897), auf Tillowitz usw., königlich preußischer Wirklicher Geheimer Rat und Major a. D., Mitglied des preußischen Staatsrats und Mitglied des preußischen Herrenhauses auf Lebenszeit, Ehrenritter des souveränen Malteser-Ritterordens, der 1872 in Slawentzitz Prinzessin Luise zu Hohenlohe-Öhringen (1851–1920) heiratete. Sie war eine Tochter des königlich preußischen Generals der Infanterie à la suite der Armee, des Fürsten Hugo zu Hohenlohe-Öhringen, Herzog von Ujest, und der Prinzessin Pauline zu Fürstenberg. Deren Kinder waren Graf Konrad und Gräfin Luise. Graf Konrad von Frankenberg und Ludwigsdorf (1877–1937) war der letzte männliche Vertreter dieser gräflichen Linie.
Graf Konrad Graf von Frankenberg und Ludwigsdorf (1877–1937) war Ehrenritter des souveränen Malteser-Ritterordens und heiratete 1907 in London die in Berlin geborene Alice Friedmann (1879–1927), Tochter eines Fabrikbesitzers. Aus der Ehe gab es keine Kinder, aber Gräfin Alice war in erster Ehe mit dem von ihr geschiedenen Kaufmann George Solman verheiratet, von dem sie zwei Töchter hatte, Yvonne Solman (* 1902 in Berlin; † 1946 in Kairo) und Liselotte Solman (* 1903 in Berlin). Diese wurden von Graf Konrad, als ihrem zweiten Ehemann, 1926 adoptiert. Deshalb führten sie den Namen Gräfin von Frankenberg und Ludwigsdorf als Geburtsnamen. Yvonne von Frankenberg war dreimal, erst mit dem Berliner Berti Treek, dann dem Musikverleger Otto Fürstner (1886–1958), von denen sie jeweils geschieden wurde, und zuletzt mit dem Handelsattaché der Ägyptischen Botschaft, de Nasr, verheiratet. Ihre Schwester Liselotte war seit 1923 mit Dr. jur. Clemens Graf von Westphalen zu Fürstenberg (* 1896), Leiter der Rechtsabteilung der GEMA, verheiratet. Von ihm wurde sie 1931 geschieden. 1935 heiratete sie in London Ben Meigs und lebte später in New York. Die Schwester des letzten Grafen von Frankenberg und Ludwigsdorf, Gräfin Luise (1879–1941), heiratete 1901 in Tillowitz den auf Schloss Laer geborenen Lubbert Graf von Westphalen zu Fürstenberg (1872–1932), der königlich preußischer Vize-Oberstallmeister und Major a. D., vormals à la suite der Armee, war. Die letzte Ruhestätte des Ehepaares befindet sich als Mausoleum auf dem Südwestkirchhof Stahnsdorf.

#### Frankenberg und Proschlitz
Der Stamm Proschlitz stellte vor allem Offiziere. Im 17. und 18. Jahrhundert waren Angehörige zu Omichau (ab 1679 Dietrich von Frankenberg) und (bis 1724) zu Boroschau ansässig, im 18. Jahrhundert auch auf Lessa, Buchwald und Klein Deutschen.

## Wappen
- Das Stammwappen zeigt in Gold drei (2:1) aufrechte rote Ziegelsteine oder Schindeln. Auf dem Helm mit rot-goldenen Decken ein natürlicher Fuchs mit drei schwarzen und drei silbernen Hahnenfedern im Fang.

- Bei dem gräflichen Wappen Frankenberg und Ludwigsdorf im Diplom von 1714 anlässlich der Namen- und Wappenvereinigung mit den im Mannesstamm erloschenen Freiherren von Schellendorf ist der Hauptschild geviert und belegt mit geviertem Mittelschild, der wiederum mit dem Stammwappen als Herzschild belegt ist; Mittelschild: in Feld 1 und 4 in Rot drei in schroffe Spitzen aufsteigende grüne Berge (Grafen von Hochberg), 2 in Schwarz ein golden gekrönter rechtsgekehrter goldener Löwe (auch Grafen von Hochberg), 3 in Schwarz ein linksgekehrter silberner Fuchs (Variante der Stammwappenhelmzier); Hauptschild (Freiherren von Schellendorf): 1 und 4 in Silber ein roter Balken, begleitet oben und unten von vier blauen Wecken, 2 und 3 in Schwarz ein einwärts gekehrter, golden gekrönter goldener Löwe. Drei Helme; auf dem rechten und linken ein wachsender gekrönter goldener Löwe (Freiherren von Schellendorf), auf dem mittleren mit rot-goldenen Decken ein rechtshin sitzender naturfarbener Fuchs mit drei roten Hahnenfedern im Fang (Stammwappenhelm).[1]

## Bedeutende Vertreter

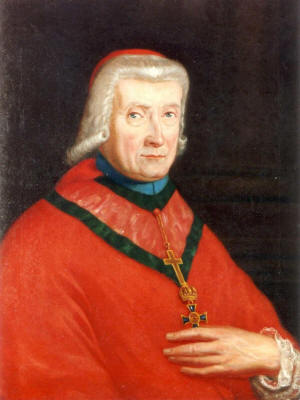
Kardinal Johann Heinrich von Frankenberg (1726–1804), Erzbischof von Mecheln

- Wenzel von Franckenberg (1528–1586) war Kanzler in Münsterberg
- Abraham von Franckenberg (1593–1652), aus Ludwigsdorf, Mystiker
- Emanuela von Frankenberg (* 1961), Schweizerische Schauspielerin
- Johann Heinrich von Frankenberg (1726–1804), Erzbischof von Mecheln und Kardinal

### Frankenberg und Ludwigsdorf
- Adalbert von Frankenberg und Ludwigsdorf (1833–1900), preußischer Generalleutnant, Militärschriftsteller
- Albrecht von Frankenberg und Ludwigsdorf (1900–1940), Hüttendirektor
- Alexander von Frankenberg und Ludwigsdorf (1855–1921), deutscher Generalleutnant
- Christian Moritz Alexander von Frankenberg und Ludwigsdorf (1732–1794), preußischer Generalmajor, Chef des Husarenregiments Nr. 11
- Egbert von Frankenberg und Ludwigsdorf (1858–1941), coburg-gothaischer Hoftheaterintendant, Schriftsteller
- Emil von Frankenberg und Ludwigsdorf (1813–1900), deutscher Generalmajor
- Friedrich von Frankenberg und Ludwigsdorf (Fred von Frankenberg; 1835–1897), deutscher Politiker, MdR
- Gerhard von Frankenberg und Ludwigsdorf (1892–1969), deutscher Zoologe und Politiker (SPD)
- Hans von Frankenberg und Ludwigsdorf (1849–1920), preußischer Generalleutnant
- Hans-Heydan von Frankenberg und Ludwigsdorf (1869–1946), deutscher Generalmajor
- Hermann von Frankenberg und Ludwigsdorf (1865–1931), deutscher Verwaltungsjurist und Heimatschriftsteller
- Joseph Ignatius Graf von Frankenberg und Ludwigsdorf (1698–1742), Generalfeldwachtmeister
- Karl Gottlob Ludwig Sylvius von Frankenberg und Ludwigsdorf (1732–1795), deutscher Generalmajor
- Karl Wolfgang von Frankenberg und Ludwigsdorf (1730–1791), preußischer Generalmajor
- Leopold von Frankenberg und Ludwigsdorf (1785–1878), deutscher Jurist und Politiker, MdR
- Moritz von Frankenberg und Ludwigsdorf (1820–1890), deutscher  Generalmajor
- Richard-Alexander Eberhard von Frankenberg und Ludwigsdorf (1922–1973), deutscher Rennfahrer
- Robert von Frankenberg und Ludwigsdorf (1807–1873), deutscher General der Infanterie
- Sylvius Eberhard von Frankenberg und Ludwigsdorf (1682–1764), königlich-schwedischer und fürstlich-hessen-kasselscher Wirklicher Geheimer Rat, Oberamtmann zu Schmalkalden sowie Rittergutsbesitzer, siehe Sylvius Eberhard von Franckenberg
- Sylvius Friedrich von Frankenberg und Ludwigsdorff (1728–1815), gothaischer Geheimer Rat und Minister
- Sylvius Karl von Frankenberg und Ludwigsdorf (1689–1775), württembergischer Geheimer Rat und Oberhofmeister, Kanzler der Universität Tübingen

### Frankenberg und Proschlitz
- Arthur von Frankenberg und Proschlitz (1835–1895), deutscher Generalmajor
- Carl Magnus von Frankenberg und Proschlitz (1696–1757), deutscher Hofbeamter
- Caspar Ernst von Frankenberg und Proschlitz (1685–1753), preußischer Landrat
- Egbert von Frankenberg und Proschlitz (Generalleutnant) (1841–1898), deutscher Generalleutnant
- Egbert von Frankenberg und Proschlitz (Politiker) (1909–2000), deutscher Politiker (NDPD) und Militärwissenschaftler
- Egbert von Frankenberg und Proschlitz (* 1967), deutscher Politiker (CDU), bekannt als Egbert von Frankenberg
- Friedrich von Frankenberg und Proschlitz (Landeshauptmann) (1600–1650), württembergisch-oelsischer Landeshauptmann
- Friedrich von Frankenberg und Proschlitz (General) (1791–1858), deutscher Generalleutnant
- Friedrich Wilhelm von Frankenberg und Proschlitz (1691–1751), kursächsischer Generalmajor
- Johann Heinrich von Frankenberg und Proschlitz (1643–1698), württembergisch-oelsischer Landeshauptmann
- Karl von Frankenberg und Proschlitz (1746–1819), preußischer Generalmajor
- Oskar von Frankenberg und Proschlitz (1856–1932), deutscher Generalmajor
- Sylvius von Frankenberg und Proschlitz (1732–1795), preußischer Generalmajor
- Sylvius Traugott Moritz von Frankenberg und Proschlitz (1769–1848), preußischer Landrat
- Viktor von Frankenberg und Proschlitz (1873–1934), preußischer Landvermesser
- Werner von Frankenberg und Proschlitz (1868–1933), deutscher Generalmajor